# Longbridge
Longbridge är ett område i Birmingham. Longbridge har sedan 1905 dominerats av Longbridgefabriken som tillverkat fordon för Austin, Nash Metropolitan, Morris, British Leyland och MG Rover. Delar av anläggningen revs i samband med MG Rovers konkurs 2005 men MG Motor som ägs av Shanghai Automotive Industry Corporation har fortfarande verksamhet på området. 